# 구성역 (구성)
구성역(龜城驛)은 평안북도 구성시에 위치한 평북선과 청년팔원선의 역이다. 1940년 1월 10일에는 탈선사고가 일어났다.